# Гайбері-енд-Іслінгтон (станція)
51°32′45″ пн. ш. 0°06′18″ зх. д. / 51.5458° пн. ш. 0.105° зх. д.
Гайбері-енд-Іслінгтон (англ. Highbury & Islington) — станція Лондонського метрополітену лінії Вікторія та London Overground лінії Східнолондонська та Північнолондонська, а також Northern City Line, розташована у боро Ізлінгтон, у 2-й тарифній зоні. В 2017 році пасажирообіг станції, для National Rail, склав 29.508 млн осіб, для Лондонського метро — 20.09 млн осіб

## Платформи
Станція має платформи на різних рівнях:
- Платформа 1 — обслуговує потяги London Overground що прямують до станції Кристал-Пелас — наземна
- Платформа 2 — потяги London Overground до Вест-Кройдон (Клапгем-джакшен у неділю) — наземна
- Платформа 3 — північний напрямок лінії Вікторія — глибокого закладення
- Платформа 4 — північний напрямок Northern City Line — глибокого закладення
- Платформа 5 — південний напрямок лінії Вікторія — глибокого закладення
- Платформа 6 — південний напрямок Northern City Line — глибокого закладення
- Платформа 7 — західний напрямок North London Line — наземна
- Платформа 8 — східний напрямок North London Line — наземна

## Історія
- 26 вересня 1850: відкриття станції у складі North London Railway (NLR), як Іслінгтон
- 1 липня 1872: перейменовано на Гайбері-енд-Іслінгтон.[6][7]
- 28 червня 1904: відкриття трафіку Great Northern & City Railway (GN&CR)
- 1 вересня 1968: відкриття трафіку лінії Вікторія
- 4 жовтня 1975: припинення трафіку Північної лінії
- 16 вересня 1976: відкриття трафіку Northern City Line

## Пересадки
- на автобуси London Buses маршрутів 4, 19, 30, 43, 271, 393 та нічні маршрути N19, N41.